# 甲基丙烯酸钠
甲基丙烯酸钠是一种钠的羧酸盐，化学式为C4H5O2Na。它可由甲基丙烯酸和碳酸氢钠或氢氧化钠反应得到。它可以用于制备其它甲基丙烯酸盐，如和氯化锌反应，得到甲基丙烯酸锌。它也可用于制备甲基丙烯酸酯。